# Lijst van klassen van onderzeeboten van de Verenigde Staten
Dit is een lijst van klassen van onderzeeboten van de Verenigde Staten. De belangrijkste klassen staan in vet. 
- USS Nautilus (1954) onderzeeboot (SSN-571) (uniek)
- Sailfishklasse onderzeeboten (SSR-572)
- Graybackklasse onderzeeboten (SSG-574)
- USS Seawolf (1939) onderzeeboot (SSN-575) (uniek)
- Skateklasse onderzeeboten (SSN-578) (N voor Nucleair)
- Darterklasse onderzeeboten (SS-576), (uniek)
- Barbelklasse onderzeeboten (SS-580)
- Skipjackklasse onderzeeboten (SSN-585)
- Tritonklasse onderzeeboten (SSRN/SSN-586) (uniek)
- Halibutklasse onderzeeboten (SSGN/SSN-587)
- Thresher/Permitklasse onderzeeboten (SSN-593)
- Tullibeeklasse onderzeeboten (SSKN/SSN-597) (uniek)
- George Washingtonklasse onderzeeboten (SSBN-598)
- Ethan Allenklasse onderzeeboten (SSBN-608)
- Lafayetteklasse onderzeeboten (SSBN-616)
- James Madisonklasse onderzeeboten (SSBN-627)
- Sturgeonklasse onderzeeboten (SSN-637)
- Benjamin Franklinklasse onderzeeboten (SSBN-640)
- Narwhalklasse onderzeeboten (SSN-671) (uniek)
- Glenard P. Lipscombklasse onderzeeboten (SSN-685) (uniek)
- Los Angelesklasse onderzeeboten (SSN-688)
- Ohioklasse onderzeeboten (SSBN/SSGN-726)
- Seawolfklasse onderzeeboten (SSN-21)
- Virginiaklasse onderzeeboten (SSN-774)
- Columbiaklasse onderzeeboten (SSBN-826)